# سنای اسکندریه
سنای اسکندریه  یا سنای مصری (نام علمی: Senna alexandrina) نام گونه‌ای از زیرخانواده ارغوانیان است.